# Силин, Олесь Афанасьевич
Оле́сь (Александр) Афана́сьевич Силин (9 октября 1913, Скадовск — 12 апреля 2007) — общественный и культурный деятель, Герой Украины (2005).

## Биография
Родился 9 октября 1913 года Скадовске. Украинец.
Жил в Киеве на Эспланадной улице, 32.
Умер 12 апреля 2007 года. Похоронен в Киеве на Байковом кладбище (участок № 18).

### Образование
- Херсонский транспортный техникум (1928—1931).
- Томский политехнический институт (заочно) и Одесский институт гражданских инженеров-архитекторов (1932—1938).
- Ульяновское училище танкового прорыва (1943).
- Одесский университет культуры (1933—1937).

### Деятельность
- 1926−1928 — подмастерье, Херсонский дом коммуны.
- 1931−1933 — руководитель топографических экспедиций (Восточная Сибирь, Забайкалье, Монголия, Маньчжурия).
- 1938−1940 — главный инженер фортификационного корпуса Тихоокеанского флота (Приморье, Уссурийский и Амурский края).
- 1940−1941 — главный инженер строительного управления, Совнарком Молдавской ССР.
- 1941−1942 — главный фортификатор оборонных участков Донского и Сталинградского фронтов.
- 1943−1945 — начальник танковой разведки штурмовой армии прорыва (Степной, 2-й и 3-й Украинские фронты).
- 1945−1947 — главный инженер-архитектор Центральной группы войск по восстановлению ансамблей архитектуры (Австрия, Венгрия, Чехословакия, Югославия).
- 1945−1957 — доцент кафедры архитектуры, Харьковский инженерно-строительный институт; главный межведомственный эксперт.
- 1957−1961 — главный конструктор, НГИ архитектуры сооружений Академии архитектуры УССР.
- 1961−1963 — начальник технического отдела, НГИ новой техники и научной информации Академии строительства и архитектуры.
- 1963−1970 — доцент кафедры архитектурных конструкций, Киевский инженерно-строительный институт.
- 1970−1975 — доцент Института повышения квалификации главных архитекторов городов, научно-исследовательских и проектных институтов.
- 1965 — один из основателей Украинского общества охраны памятников истории и культуры.
- 1973−1991 — основатель и член редколлегии бюллетеня «Памятники Украины».
- 1975−1991 — член градостроительного совета Главного управления архитектуры г. Киева.
- 1983−1993 — председатель научно-консультационного совета по культуре и истории Киевского городского совета.
- 1985−1996 — член редколлегии бюллетеня «Старожитності».
- С 1986 — член научного совета Государственного заповедника «Стародавній Київ».
- С 1987 — член научного совета Комитета реставрации, охраны памятников Киевского городского совета.
- С 1994 — член совета исторических мест Украины. Член Комиссии по вопросам восстановления выдающихся памятников истории и культуры при Президенте Украины (декабрь 1995 — ноябрь 2001).

### Семья
- Отец — Афанасий Иванович (1888—1952).
- Мать — Мария Васильевна (1893—1979).
- Жена — Нина Владимировна Заручинская (1924—1998).

## Награды и звания
- Герой Украины (30.12.2005, с вручением ордена Державы — за выдающиеся личные заслуги перед Украинским государством в возрождении национального духовного наследия, восстановлении достопримечательных памятников истории, культуры и архитектуры, многолетнюю плодотворную просветительскую деятельность)[2].
- Награждён советскими орденами Красного Знамени (1944), Отечественной войны І степени (1944, 1945) и ІІ степени (1943), Красной Звезды (1942, 1945) и медялями; украинскими орденами «За заслуги» III степени (1998)[3], князя Ярослава Мудрого V степени (2004)[4].
- Почётная грамота Президиума Верховного Совета УССР (1987).
- Заслуженный архитектор Украины.
- Заслуженный работник культуры Украины (1993)[5].
- Почётный гражданин города Скадовска.[6]